# Otok (samhälle)
Otok är ett samhälle i Kroatien.   Det ligger i länet Dalmatien, i den sydöstra delen av landet, 240 km söder om huvudstaden Zagreb. Otok ligger 348 meter över havet och antalet invånare är 3 153.
Terrängen runt Otok är huvudsakligen kuperad, men åt nordost är den bergig. Runt Otok är det glesbefolkat, med 19 invånare per kvadratkilometer. Närmaste större samhälle är Sinj, 8,1 km väster om Otok. Trakten runt Otok består till största delen av jordbruksmark.